# Troféu HQ Mix de melhor publicação de humor gráfico
Publicação de humor gráfico foi uma das categorias do Troféu HQ Mix, premiação brasileira dedicada aos quadrinhos que é realizada pela Associação dos Cartunistas do Brasil (ACB) e pelo Instituto do Memorial das Artes Gráficas do Brasil (IMAG) desde 1989.

## História
Em 1993, o Troféu HQ Mix ampliou seu escopo, inicialmente voltado primordialmente aos quadrinhos, com a categoria "Livro de charges", destinada a premiar publicações com coletâneas de charges. No ano seguinte, em 1994, passou a existir também a categoria "Livro de cartuns". Por fim, em 1998, foi criada a categoria "Livro de caricaturas", completando as três principais vertentes do humor gráfico.
Em 2004, as categorias passaram a se chamar, respectivamente, "Publicação de charges", "Publicação de cartuns" e "Publicação de caricaturas" (sendo que esta última apenas mudou oficialmente de nome em 2008 porque não foi realizada entre 2004 e 2007).
Em 2012, as três categorias foram mescladas em "Publicação de humor gráfico", com o mesmo objetivo, mas sem fazer distinção entre as três modalidades de humor gráfico. Os vencedores são escolhidos por votação entre profissionais da área (roteiristas, desenhistas, jornalistas, editores, pesquisadores etc.) a partir de uma lista de sete indicados elaborada pela comissão organizadora do evento (com exceção de 2010, em que as vencedoras das então três categorias foram escolhidas pela comissão e pelo júri, e entre 2008 e 2011, quando as vencedoras da categoria "Publicação de caricaturas" foram também escolhidas pela comissão e pelo júri).
Após reformulação que excluiu as categorias voltadas ao humor gráfico, em 2016 esta categoria foi premiada pela última vez.

## Vencedores e indicados
| Ano  | Obra                                         | Autor(es)       | Editora           | Outros indicados | Notas         |
| ---- | -------------------------------------------- | --------------- | ----------------- | --- | ------------- |
| 2012 | Uma Patada Com Carinho                       | Chiquinha       | Leya/Barba Negra  | - Antes Charge do que Nunca (Atorres) - Arvres (Orlando Pedroso) - Caminhos do Santiago (Santiago) - Caricaturas de Letra (Biratan) - Catálogo do Festival Internacional de Humor do Rio de Janeiro (vários) - Só Futebol (Duke) | [ 6 ] [ 8 ]   |
| 2013 | Se a vida fosse como a internet              | Pablo Carranza  | Beleléu           | - 80 Cartuns - Alma - Brasil do Bem - Mad #43 ao #53 - Mau Humor - Os Frustrados | [ 9 ] [ 10 ]  |
| 2014 | Os Grandes Artistas da Mad - Sergio Aragonés | Sergio Aragonés | Panini            | - A Mente Suja de Robert Crumb (Veneta) - Causos do Santiago (Zarabatana) - ...E Depois a Maluca sou Eu (Peixe Grande) - Gervásio e Jandira, 20 anos de Humor (Zappa) - O Lixo da História (Cia das Letras) - Pago Pra Ver (Instituto Estadual do Livro) | [ 11 ] [ 12 ] |
| 2015 | Có! & Birds                                  | Gustavo Duarte  | Quadrinhos na Cia | - As Periquitas 1 (Kalaco) - GRUMP, Naqueles Tempos - 20 anos de História (Independente) - Lizzie Bordello e as Piratas do Espaço (Jambô) - Nenhum Dia Sem um Traço (Independente) - O Livro de Ouro do Recruta Zero 1 (Pixel) - Pensamentos Babacas (Independente) | [ 13 ] [ 14 ] |
| 2016 | Ah, como era boa a Ditadura...               | Luiz Gê         | Quadrinhos na Cia | - A mão livre – Humor Depois de Charlie Hebdo – QUADRINHOS NA CIA - A Princesinha de Darth Vader – ALEPH - Academia Jedi – ALEPH - Baptistão 30 anos – REFERENCE PRESS - Como Se Tornar O Pior Namorado do Mundo – INDEPENDENTE - Darth Vader e Filho – ALEPH - Érico San Juan 25 Anos de Humor – Caricaturas – INDEPENDENTE - Mordillo – Futebol & Cartuns – Panda Books - Ser Pai de Menina é… por Marcelo Amaral – AQUÁRIO | [ 7 ] [ 15 ]  |